# Rębak

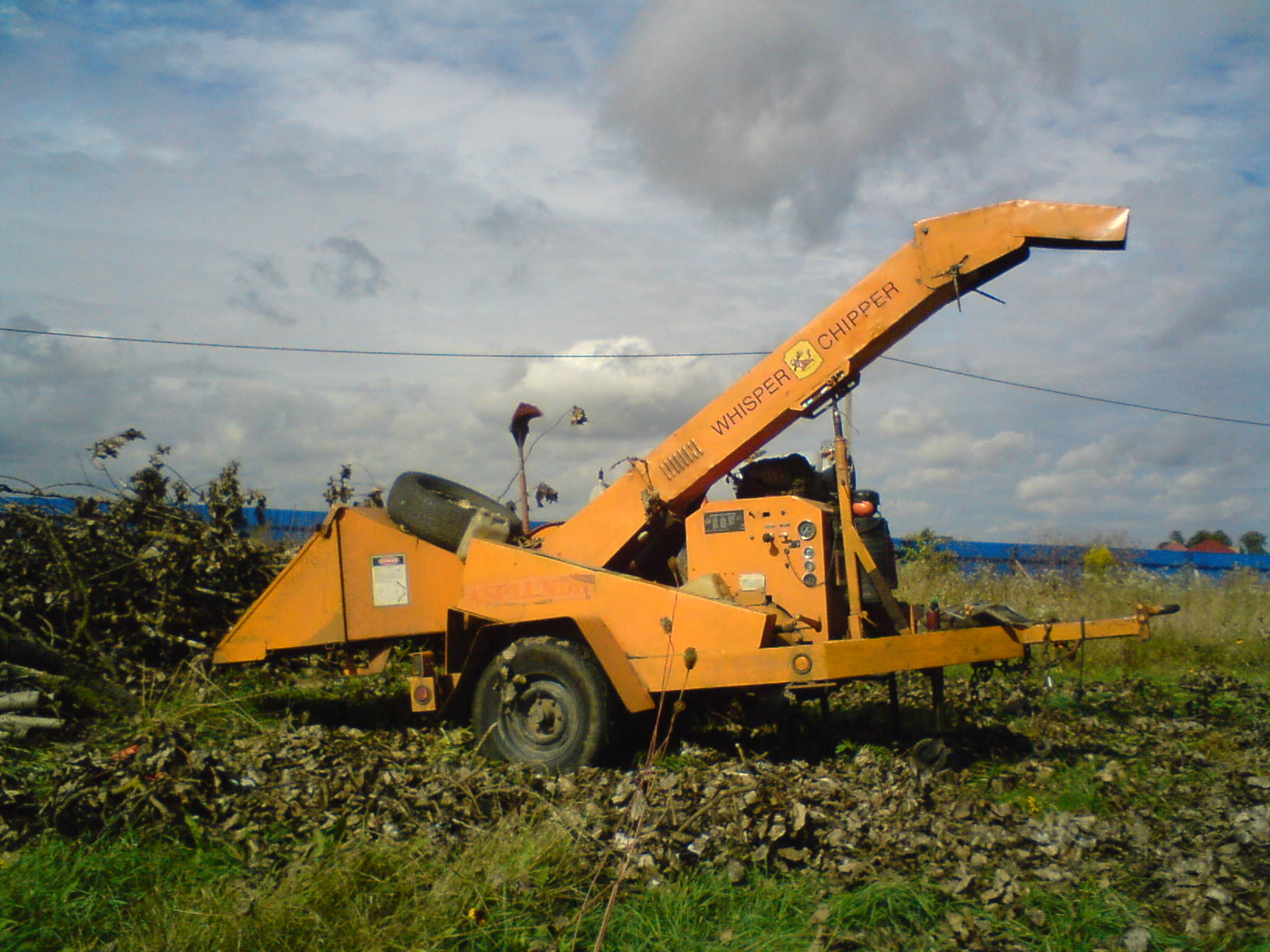
Rębak Whisper Chipper

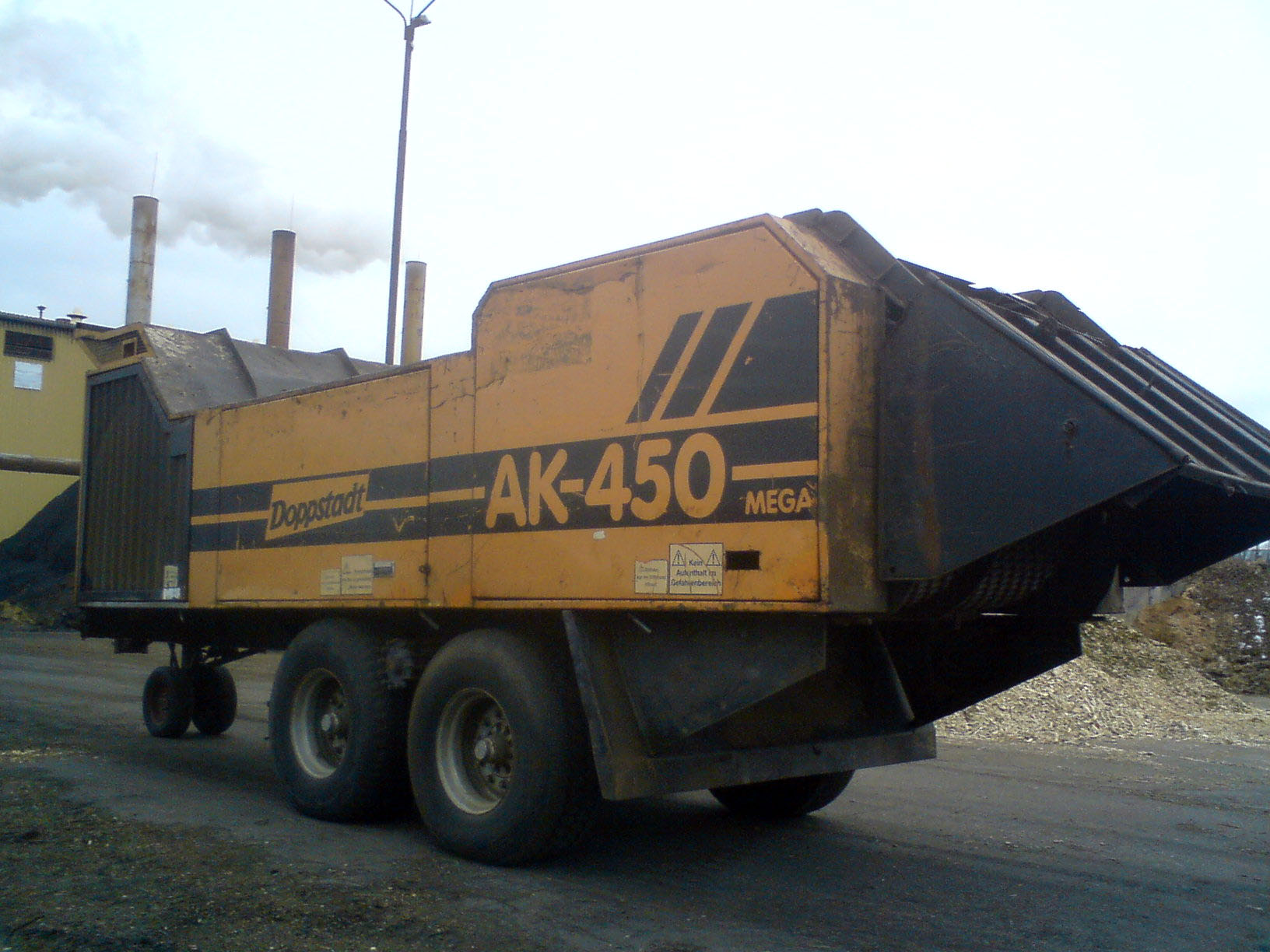
Rębak Doppstadt AK-450

Rębak – maszyna służąca do rozdrabniania kawałków drewna lub gałęzi. Posiada obracającą się tarczę z nożami, która rozdrabnia wkładany materiał przerabiając go na zrębki. Rębak rozdrabniania ten materiał w stosunku 6:1. Uzyskany z rębaka materiał wykorzystywany jest do produkcji papieru, może być też przeznaczony na ściółkę lub opał.
Wyróżnia się dwa główne typy rębaków:
a) tarczowy (noże poruszają się w jednej płaszczyźnie koła tarczy) 
b) bębnowy (ruch noży zaznacza walec).
Rębaki przeznaczone do recyklingu są wyposażone w specjalny przenośnik i noszą nazwę recyklerów lub rozdrabniaczy.